# Present: You
Present: YOU – trzeci album studyjny południowokoreańskiej grupy Got7, wydany 17 września 2018 roku przez JYP Entertainment i dystrybuowany przez Iriver. Płytę promował główny singel „Lullaby”. Sprzedał się w nakładzie 326 754 egzemplarzy w Korei Południowej (stan na grudzień 2018). Zdobył certyfikat Platinum w kategorii albumów.
3 grudnia 2018 roku ukazał się repackage album Present: You & Me. Płytę promował główny singel „Miracle”. Sprzedał się w nakładzie 187 120 egzemplarzy w Korei Południowej (stan na grudzień 2018).

## Teledyski
Teledyski do solowych piosenek Jacksona, BamBama, Youngjae, Jinyounga, Yugyeoma, JB i Marka były wydawane codziennie o 18:00 (KST) od 7 września do 13 września 2018 roku. Zwiastun teledysku do „Lullaby” ukazał się kilka godzin przed teledyskiem Marka.
Teledysk do "Lullaby" został wydany 17 września na YouTube i zyskał 10 milionów wyświetleń w ciągu pierwszych 24 godzin.

## Lista utworów

### Present: You
| CD  | CD                                                                | CD                                            | CD                                              | CD                               | CD      |
| Nr  | Tytuł utworu                                                      | Tekst                                         | Kompozycja                                      | Aranżacja                        | Długość |
| --- | ----------------------------------------------------------------- | --------------------------------------------- | ----------------------------------------------- | -------------------------------- | ------- |
| 1.  | „Lullaby”                                                         | Jinli                                         | Glory Face, Jake K, Jinli                       | Glory Face, Jake K               | 3:37    |
| 2.  | „Enough”                                                          | Defsoul(JB), Mirror BOY, D.ham, Munhan Mirror | Defsoul(JB), Mirror BOY, D.ham, Munhan Mirror   | Mirror BOY, D.ham, Munhan Mirror | 3:19    |
| 3.  | „Jikyeojulge” (kor. 지켜줄게, ang. I'll Protect You)              | Defsoul(JB), Mirror BOY, D.ham, Munhan Mirror | Defsoul(JB), Mirror BOY, D.ham, Munhan Mirror   | Mirror BOY, D.ham, Munhan Mirror | 3:25    |
| 4.  | „No One Else”                                                     | Yugyeom, EFFN, Room102                        | Yugyeom, EFFN, Room102                          | EFFN, Room102                    | 3:22    |
| 5.  | „I Am Me”                                                         | Jinyoung, Distract                            | Distract, Jinyoung, Ludwig Lindell              | Ludwig Lindell                   | 3:31    |
| 6.  | „Sunrise” (JB solo)                                               | Defsoul(JB), JOMALXNE                         | Defsoul(JB), ROSEINPEACE, JOMALXNE              | ROSEINPEACE                      | 3:31    |
| 7.  | „OMW” (solo by Mark ft. Jackson)                                  | Jackson Wang, Mark, Wizil, BOYTOY             | Jackson Wang, Mark, BOYTOY                      | Jackson Wang, BOYTOY             | 3:08    |
| 8.  | „Made It” (Jackson solo)                                          | Jackson Wang                                  | Jackson Wang, BOYTOY                            | Jackson Wang, BOYTOY             | 2:36    |
| 9.  | „My Youth” (Jinyoung solo)                                        | Jinyoung, Distract                            | Distract, Jinyoung, Tobias Karlsson, Sangmi Kim | Tobias Karlsson, Sangmi Kim      | 3:32    |
| 10. | „Honja (Nobody Knows)” (kor. 혼자 (Nobody Knows)) (Youngjae solo) | Ars(Youngjae), Pollen                         | Ars(Youngjae), Pollen, LAVIN                    | LAVIN                            | 3:06    |
| 11. | „Party” (BamBam solo)                                             | BamBam                                        | FRANTS, BamBam                                  | FRANTS                           | 3:04    |
| 12. | „Fine” (Yugyeom solo)                                             | Yugyeom                                       | EFFN, Yugyeom                                   | EFFN                             | 3:03    |
| 13. | „Lullaby” (English Ver.)                                          | Sophia Pae                                    | Glory Face, Jake K, Jinli                       | Glory Face, Jake K               | 3:37    |
| 14. | „Lullaby” (Chinese Ver.)                                          | Zou Shunli                                    | Glory Face, Jake K, Jinli                       | Glory Face, Jake K               | 3:37    |
| 15. | „Lullaby” (Spanish Ver.)                                          | Alejandro González                            | Glory Face, Jake K, Jinli                       | Glory Face, Jake K               | 3:37    |
| 16. | „Lullaby” (Inst.)                                                 |                                               | Glory Face, Jake K, Jinli                       | Glory Face, Jake K               | 3:37    |

### Present: You & Me
| CD1 | CD1                                                                 | CD1                                                                         | CD1                                                                                        | CD1                                 | CD1     |
| Nr  | Tytuł utworu                                                        | Tekst                                                                       | Kompozycja                                                                                 | Aranżacja                           | Długość |
| --- | ------------------------------------------------------------------- | --------------------------------------------------------------------------- | ------------------------------------------------------------------------------------------ | ----------------------------------- | ------- |
| 1.  | „Miracle”                                                           | Kyum Lyk (153/Joombas), J.Y. Park "The Asiansoul"                           | Moon Kim (153/Joombas), Kyum Lyk (153/Joombas)                                             | Kyum Lyk (153/Joombas)              | 4:10    |
| 2.  | „Take Me to You”                                                    | Lee Joo-hyung (MonoTree), Inner Child (MonoTree), J.Y. Park "The Asiansoul" | Lee Joo-hyung (MonoTree), Yoon Jong-sung (MonoTree), Inner Child (MonoTree), Mayu Wakisaka | Yoon Jong-sung (MonoTree)           | 3:14    |
| 3.  | „An boyeo” (kor. 안 보여, ang. Come On)                             | Defsoul (JB), iHwak                                                         | Defsoul (JB), iHwak, Royal Dive                                                            | Royal Dive                          | 3:14    |
| 4.  | „1:31AM (Jal jinaeyahae)” (kor. 1:31AM (잘 지내야해) (JB, Youngjae) | Defsoul (JB), Ars (Youngjae)                                                | Defsoul (JB), Ars (Youngjae), 220, minGtion                                                | minGtion                            | 3:51    |
| 5.  | „Higher” (Jinyoung, Mark)                                           | Jinyoung, Mark                                                              | Jinyoung, Distract, Secret Weapon                                                          | Secret Weapon                       | 2:36    |
| 6.  | „I Love It” (Jackson, BamBam, Yugyeom)                              | Jackson Wang, Genneo                                                        | Jackson Wang, Genneo                                                                       | Genneo                              | 1:11    |
| 7.  | „WOLO” (Jackson, BamBam, Yugyeom)                                   | Jackson Wang, BamBam, Yugyeom                                               | Jackson Wang, Genneo                                                                       | Genneo                              | 3:04    |
| 8.  | „King” (Jinyoung, BamBam)                                           | Jinyoung, BamBam                                                            | Jinyoung, BamBam, FRANTS                                                                   | FRANTS                              | 3:03    |
| 9.  | „Think About It” (JB, Mark, Youngjae)                               | Defsoul (JB), Mark, Ars (Youngjae)                                          | Defsoul (JB), Ars (Youngjae), Mark, Mirror BOY (220VOLT), Lee Sang-chul                    | Mirror BOY (220VOLT), Lee Sang-chul | 3:08    |
| 10. | „Ijen (From Now)” (kor. 이젠 (From Now) (Yugyeom solo)              | Yugyeom                                                                     | Yugyeom, effn                                                                              | Yugyeom                             | 3:19    |
| 11. | „Hunger” (Jackson solo)                                             | Jackson Wang                                                                | Jackson Wang, BOYTOY                                                                       | BOYTOY                              | 1:33    |
| 12. | „Phoenix” (Jackson, Yugyeom)                                        | Jackson Wang, Yugyeom                                                       | Jackson Wang, Yugyeom, BOYTOY                                                              | BOYTOY                              | 2:55    |

| CD2 | CD2                                                               | CD2                                           | CD2                                             | CD2                              | CD2     |
| Nr  | Tytuł utworu                                                      | Tekst                                         | Kompozycja                                      | Aranżacja                        | Długość |
| --- | ----------------------------------------------------------------- | --------------------------------------------- | ----------------------------------------------- | -------------------------------- | ------- |
| 1.  | „Lullaby”                                                         | Jinli                                         | Glory Face, Jake K, Jinli                       | Glory Face, Jake K               | 3:37    |
| 2.  | „Enough”                                                          | Defsoul(JB), Mirror BOY, D.ham, Munhan Mirror | Defsoul(JB), Mirror BOY, D.ham, Munhan Mirror   | Mirror BOY, D.ham, Munhan Mirror | 3:19    |
| 3.  | „Jikyeojulge” (kor. 지켜줄게, ang. I'll Protect You)              | Defsoul(JB), Mirror BOY, D.ham, Munhan Mirror | Defsoul(JB), Mirror BOY, D.ham, Munhan Mirror   | Mirror BOY, D.ham, Munhan Mirror | 3:25    |
| 4.  | „No One Else”                                                     | Yugyeom, EFFN, Room102                        | Yugyeom, EFFN, Room102                          | EFFN, Room102                    | 3:22    |
| 5.  | „I Am Me”                                                         | Jinyoung, Distract                            | Distract, Jinyoung, Ludwig Lindell              | Ludwig Lindell                   | 3:31    |
| 6.  | „Sunrise” (JB solo)                                               | Defsoul(JB), JOMALXNE                         | Defsoul(JB), ROSEINPEACE, JOMALXNE              | ROSEINPEACE                      | 3:31    |
| 7.  | „OMW” (solo by Mark ft. Jackson)                                  | Jackson Wang, Mark, Wizil, BOYTOY             | Jackson Wang, Mark, BOYTOY                      | Jackson Wang, BOYTOY             | 3:08    |
| 8.  | „Made It” (Jackson solo)                                          | Jackson Wang                                  | Jackson Wang, BOYTOY                            | Jackson Wang, BOYTOY             | 2:36    |
| 9.  | „My Youth” (Jinyoung solo)                                        | Jinyoung, Distract                            | Distract, Jinyoung, Tobias Karlsson, Sangmi Kim | Tobias Karlsson, Sangmi Kim      | 3:32    |
| 10. | „Honja (Nobody Knows)” (kor. 혼자 (Nobody Knows)) (Youngjae solo) | Ars(Youngjae), Pollen                         | Ars(Youngjae), Pollen, LAVIN                    | LAVIN                            | 3:06    |
| 11. | „Party” (BamBam solo)                                             | BamBam                                        | FRANTS, BamBam                                  | FRANTS                           | 3:04    |
| 12. | „Fine” (Yugyeom solo)                                             | Yugyeom                                       | EFFN, Yugyeom                                   | EFFN                             | 3:03    |
| 13. | „Lullaby” (English Ver.)                                          | Sophia Pae                                    | Glory Face, Jake K, Jinli                       | Glory Face, Jake K               | 3:37    |
| 14. | „Lullaby” (Chinese Ver.)                                          | Zou Shunli                                    | Glory Face, Jake K, Jinli                       | Glory Face, Jake K               | 3:37    |
| 15. | „Lullaby” (Spanish Ver.)                                          | Alejandro González                            | Glory Face, Jake K, Jinli                       | Glory Face, Jake K               | 3:37    |
| 16. | „Lullaby” (Inst.)                                                 |                                               | Glory Face, Jake K, Jinli                       | Glory Face, Jake K               | 3:37    |

## Notowania

### Present: You
| Lista                              | Pozycja |
| ---------------------------------- | ------- |
| Belgian Albums (Ultratop Flanders) | 175     |
| French Download Albums (SNEP)      | 56      |
| Gaon Weekly Album Chart            | 1       |
| Gaon Monthly Album Chart           | 1       |
| Five Music (Tajwan)                | 1       |
| Heatseekers Albums (Billboard)     | 7       |
| Oricon Albums Chart                | 12      |
| UK Download Albums (OCC)           | 97      |
| World Albums (Billboard)           | 3       |